# 世界顶尖科学家论坛
世界顶尖科学家论坛是每年10月底在中国上海举行的科學家论坛。該論壇創辦於2018年，由世界顶尖科学家协会发起、上海市人民政府主办。每年论坛舉辦期間會邀請數十位诺贝尔奖、菲尔兹奖、图灵奖、沃尔夫奖、拉斯克奖獲獎者以及中國兩院院士參與。2022年11月4日，世界顶尖科学家论坛永久会场在中国（上海）自由贸易试验区临港新片区启用。